# Étienne Jacob
Pour les articles homonymes, voir Jacob (homonymie).
Étienne Jacob, né le 21 juin 1831 à Paris et mort le 14 juillet 1893 dans cette même ville, est un policier français.

## Biographie
Né le 21 juin 1831 dans l'ancien 10e arrondissement de Paris, rue de Verneuil, Étienne-Eugène-Léopold Jacob est le fils d'Eugénie Jacob, née Loyer, et de Charles-Étienne Jacob, sous-chef de division à la préfecture de police de Paris.
Après avoir étudié au collège Louis-le-Grand, Étienne Jacob devient maître d’études (mai-août 1853) puis employé aux écritures au lycée de Reims (août 1853-mars 1854). Il entre ensuite dans la police en tant que secrétaire suppléant (1er avril 1854) puis secrétaire (1er janvier 1855) aux commissariats de la ville de Paris.
Le 31 juillet 1856, il épouse Louise-Alexandrine-Marie Philippe (1836-1869), dentellière.
Le 28 décembre 1859, Jacob est nommé commissaire de police des communes de la Seine . Tout d'abord en poste à Saint-Maur, il est muté à Boulogne le 10 octobre 1861.
Muté à Paris le 16 mai 1867, il est le commissaire du quartier de Bercy jusqu'au 24 septembre 1869, date à laquelle il rejoint le poste du quartier Saint-Vincent-de-Paul. En août-septembre 1867, il a été suspendu et privé de traitement pendant un mois après plusieurs plaintes de commerçants du quartier de Bercy, qui lui reprochaient d'abuser de ses fonctions en dressant des contraventions sur la base d'inimitiés personnelles.
Devenu veuf en 1869, il épouse en secondes noces la sœur d'un collègue, Joséphine-Berthe-Victorine Mourgues (1848-1880), le 11 décembre 1871.
Le 29 juin 1875, le préfet de police Léon Renault nomme Jacob chef du service de Sûreté en remplacement d'Antoine Claude, qui vient de prendre sa retraite. Pour obtenir ce poste, Jacob a accepté de rendre son écharpe de commissaire et d'être remis officier de paix sous l'autorité du chef de la police municipale.
Le 2 juillet 1878, Jacob est nommé chevalier de la Légion d'honneur en récompense de ses 23 années de service et de son sang-froid pendant les opérations de sauvetage et de déblaiement menées après l'explosion de la rue Béranger, survenue le 14 mai précédent.
En 1879, Jacob est l'une des cibles de la campagne de La Lanterne contre la préfecture de police. Accusé par ce journal d'avoir laissé ses agents torturer des suspects, il affirme que de tels actes, s'ils étaient avérés, auraient eu lieu à son insu. Le journal est condamné pour diffamation le 24 janvier 1879 mais la position de Jacob est fragilisée. C'est dans ce contexte qu'il doit céder son poste de chef de la Sûreté. Remplacé le 17 février 1879 par Gustave Macé, il refuse de redevenir commissaire et fait valoir ses droits à la retraite.
Il continue cependant à travailler et se fait employer comme inspecteur, avec le titre de sous-chef du personnel, par l'administration du Crédit lyonnais. Il exerce ces fonctions jusqu'au moment où il se rend compte qu'il commence à perdre la raison. Interné depuis 1892 à la maison de santé du docteur Auguste Motet (d) (ancienne maison Belhomme puis Archambault et Mesnet), située au no 161 de la rue de Charonne, il y meurt le 14 juillet 1893. Il est inhumé trois jours plus tard au cimetière de Montmartre.